# Gregorio Muro
Gregorio Antonio Muro Arriet (Hernani, Gipuzkoa, 13 de maig de 1954), és un autor de còmics, guionista i director de cinema i TV basc.
Va començar a conrear la seva afició pel cinema i la ficció des de la seva infància, quan acompanyava el seu pare en la cabina de projecció d'un vell cinema. Compaginant els seus estudis primer i el seu treball després amb l'elaboració de còmics, va aconseguir publicar els seus primers àlbums a principis dels anys 80 en editorials i revistes locals.
Però prefereix els guions al dibuix i decideix associar-se amb una sèrie de dibuixants col·laboradors que s'encarregaran de la il·lustració com Paco Fructuoso, Daniel Redondo, José Manuel Mata i Luis Astrain. Històries com la de Justin Hiriart, La marca de la bruja, Simon Besaluze van aconseguir un enorme èxit i una gran difusió que li van obrir les portes del mercat internacional. Els seus còmics es van començar a traduir al francès, danès, italià, alemany, anglès... i les més importants editorials d'Europa es van interessar per editar aquestes històries. El reconeixement en forma de premis no trigaria a arribar: el Prix Targa Unicef del Festival de Lucca (Itàlia) el 1984, el Premi al Millor Guionista del Festival de Castella i Lleó el 1985, la nominació al Premi Alfred del Festival d'Angulema (França) el 1988, Premi al Millor Guionista del Diari de Canàries el 1989, el Llorer d'Or del gremi de llibreters de França el 1990, el Betty Boop del Festival de Hyeres (França) el 1992, etc.
Però a poc a poc, el món del còmic se li va quedant petit i decideix fer el salt a l'animació. Així, realitza arguments i guions de pel·lícules d'animació i de sèries per a televisió. Festivals com els de TV de Nova York (1993), el de Cinema i Vídeo de Houston (1993), el FES-CINED de Salamanca (1993), els Goya (1995, 2000), l'Internacional de Cartagena de Indias (2002), i el de Santiago de Xile (2002), entre d'altres, han premiat aquests treballs.
Sense abandonar el món de l'animació, comença a fer els seus primers passos al cinema, realitzant l'anàlisi de guió de Año Mariano (1999) dirigida per Karra Elejalde i Fernando Guillén Cuervo, i l'argument, guió i co-direcció al costat de Carlos Zabala, de la nova El rey de la granja (2001) que combina actors reals amb dibuixos animats. Després d'entrar en el món del setè art, ha volgut contar les seves històries en diferents formats. Des de 2002, compagina el seu treball creatiu en una productora de televisió amb la producció, guió i direcció de curtmetratges de ficció. En 2008 realitza el seu primer curtmetratge, Després de les cortinetes, que, després de ser seleccionat per al catàleg de Kimuak de la Filmoteca Basca, recorreria un centenar de festivals i colliria 22 premis entre els reeixits en diferents ciutats d'Euskadi i de l'Estat Espanyol i els d'Àustria, Colòmbia, Itàlia, etc. A aquesta cinta li van seguir els curts Perros de presa (2010) i Por los camareros (2011). També el 2011 va presentar Zeinek gehiago iraun, a seva òpera preval en el món dels curtmetratges d'animació. Aquest emocionant drama de 10 intensos minuts de durada va ser inclòs en el catàleg Kimuak novament, i va ser un dels quatre nominats al Goya al millor curtmetratge d'animació; la cinta, realitzada en euskera, ha recorregut el món participant en més de 150 certàmens i festivals, en els quals ha rebut desenes de guardons i el reconeixement de crítica i públic. A més, és la primera vegada que la cadena de TV pública dels Estats Units, Public Broadcasting Service, ha emès un curt en euskera amb subtítols en anglès.

## Filmografia
| Any  | Pel·lícula                                    |
| ---- | --------------------------------------------- |
| 2001 | El rey de la granja, llargmetratge de ficció  |
| 2008 | Tras los visillos, curtmetratge de ficció     |
| 2009 | Perros de presa, curtomtratge de ficció       |
| 2011 | Zeinek gehiago iraun, curtmetratge d'animació |

## Obra gràfica
- 1978- Iker eta Ixone : Orrazi magikoa / Gregorio Muro.Ipurbeltz 1.zkia ISBN 84-85324-12-9
- 1979- Iker eta Ixone : Gaizkiñe / Gregorio Muro.Ipurbeltz 6.zkia ISBN 84-85324-27-7
- 1979- Iker eta Ixone : Zahagi-urrea/ Gregorio Muro.Ipurbeltz 9.zkiaISBN 84-85324-34-X
- 1980- Iker eta Ixone : lurrren bihotzerino/ Gregorio Muro. Ipurbeltz 12.zkia ISBN 84-85324-43-9
- 1981- Tom eta Vandi / Gregorio Muro. Ipurbeltz 13.zkia ISBN 84-85324-60-9
- 1979- 3 sudurluzeak: spray-en misterioa/ Gregorio Muro; marrazkiak Pedro Sestelo. Ipurbeltz 7.zkia ISBN 84-85324-31-5
- 1981- 3 sudurluzeak: balioaren misterioa/ Gregorio Muro; marrazkiak Pedro Sestelo. Ipurbeltz 14.zkia ISBN 84-85324-59-5
- 1980- Duk Rampy mendebaldera/ Gregorio Muro; marrazkiak Pedro Sestelo. Ipurbeltz 11.zkia ISBN 84-85324-41-2
- 1982- Habeko Mik, HABE argitaletxea, 1
- 1982- 1983 Justin Hiriart, Erein argitaletxea, (1, 2)eta 1983an : Justin Hiriart, Ttartalo argitaletxea, (1, 2,3)
- 1983- Titez, Ttartalo argitaletxea, (1, 2)
- 1984- Les aventures de Ion i Mirka, Leartes argitaletxea, (1)
- 1984- Les aventures de Ion i Mirka, Ttartalo argitaletxea, (1)
- 1984- Harriet Klasikoak, Harriet argitaletxea, (1)
- 1984- Gacetilla, Gaceta del Norte argitaletxea, (1,2,3)
- 1984- Pequeño País, Diario el País, (121, 122, 123, 124, 125, 126, 127, 128, 129, 130, 131, 132, 133, 134, 135, 136, 137, 138, 139, 140, 141, 142, 143)
- 1985- Ttartalo berezia, Ttartalo argitaletxea, (1)
- 1985- Comix Internacional, Toutain argitaletxea, (49)
- 2014- Sudor del Sol, Ponient Mon argitaletxea, 1
- 2017- Balanzin, APIE-EIEP argitaletxea, 13
- 2015- Harriet Clásicos, Harriet argitaletxea, (1,2,3)
- 2015- Justin Hiriart, Erein argitaletxea, (1)
- 2016- Harriet Klasikoak, Harriet argitaletxea, (1,2)
- 2016- Xabiroi, Ikastolen Elkartea argitaletxea, 42, 46, 52
- 2017- El Balanzin, APIE-EIEP argitaletxea, 13